# Prabuty
Prabuty (Riesenburg fino al 1945) è un comune urbano-rurale polacco del distretto di Kwidzyn, nel voivodato della Pomerania.
Ricopre una superficie di 197,12 km² e nel 2004 contava 13132 abitanti. 
Sede della diocesi di Pomesania fino all'avvento della Riforma nel XVI secolo.

## Villaggi
Oltre al centro abitato di Prabuty il comune comprende anche i villaggi e insediamenti di Antonin, Bronowo Małe, Gdakowo, Gilwa, Gonty, Górowychy, Górowychy Małe, Grazymowo, Grodziec, Halinowo, Jakubowo, Julianowo, Kałdowo, Kamienna, Kleczewo, Kołodzieje, Kolonia Gąski, Kowale, Laskowice, Laskowicki Tartak, Młynisko, Obrzynowo, Orkusz, Pachutki, Pałatyki, Pilichowo, Pólko, Raniewo, Rodowo, Rodowo Małe, Rumunki, Stańkowo, Stary Kamień, Stary Młyn, Sypanica, Szramowo, Trumiejki e Zagaje.